# حردان (عراق)
حردان (به کردی: هه‌ردان‎) یک منطقهٔ مسکونی در عراق است که در شهرستان سنجار واقع شده‌است. حردان ۱٬۹۱۷ نفر جمعیت دارد.